# Paraeuchaeta antarctica
Paraeuchaeta antarctica är en kräftdjursart som först beskrevs av Giesbrecht 1902.  Paraeuchaeta antarctica ingår i släktet Paraeuchaeta och familjen Euchaetidae. Inga underarter finns listade i Catalogue of Life.